# Малави на Светском првенству у атлетици на отвореном 2011.
Малави су учествовали на 13. Светском првенству у атлетици на отвореном 2011. одржаном у Тегу од 27. августа до 4. септембра. Репрезентацију Малавиа представљала су 2 такмичара (1 мушкарац и 1 жена) који се такмичили у 2 дисциплине (1 мушка и 1 женска).,

На овом првенству такмичари Малави нису освојили ниједну медаљу али је оборен један национални и лични рекорд.

## Учесници
| Мушкарци : - Мајк Тебуло — Маратон | Жене: - Ambwene Simukonda — 400 м |

## Резултати

### Мушкарци
| Атлетичар   | Дисциплина | Лични рекорд | Квалификације | Квалификације | Полуфинале | Полуфинале | Финале      | Финале       | Детаљи |
| Атлетичар   | Дисциплина | Лични рекорд | Резултат      | Место         | Резултат   | Место      | Резултат    | Место        | Детаљи |
| ----------- | ---------- | ------------ | ------------- | ------------- | ---------- | ---------- | ----------- | ------------ | ------ |
| Мајк Тебуло | Маратон    | 2:18:31      |               |               |            |            | 2:22:45 ЛРС | 34 / 49 (67) |        |

### Жене
| Атлетичарка       | Дисциплина | Лични рекорд | Квалификације | Квалификације | Полуфинале            | Полуфинале            | Финале                | Финале       | Детаљи |
| Атлетичарка       | Дисциплина | Лични рекорд | Резултат      | Место         | Резултат              | Место                 | Резултат              | Место        | Детаљи |
| ----------------- | ---------- | ------------ | ------------- | ------------- | --------------------- | --------------------- | --------------------- | ------------ | ------ |
| Ambwene Simukonda | 400 м      |              | 54,81 НР      | 7. у гр. 4    | Није се квалификовала | Није се квалификовала | Није се квалификовала | 28 / 33 (37) |        |